# Diritti della persona
I diritti della persona, anche noti erroneamente come diritti della personalità perché la personalità è una funzione della mente, sono un complesso di situazioni giuridiche strettamente collegate al concetto di persona. Sono riconosciuti nella Dichiarazione universale dei diritti umani e nella Convenzione europea per la salvaguardia dei diritti dell'uomo e delle libertà fondamentali.
Comprendono il diritto della personalità, il diritto al nome e allo pseudonimo, il diritto all'onore, il diritto alla vita e all'integrità fisica, il diritto a rilasciare un testamento biologico, il diritto al ritratto, il diritto all'immagine sociale, il diritto all'identità personale, il diritto all'identità di genere, il diritto alla salute (cui si legano i concetti di danno biologico e danno alla integrità della vita di relazione), il diritto alla riservatezza, il diritto all'oblio e il diritto alla protezione dei dati personali.

## Diritto italiano
In Italia l'espressione «diritti della personalità» è contenuta testualmente nell'art. 24 della legge di riforma del diritto internazionale privato (Legge n. 218 del 1995), la quale sancisce che l'esistenza ed il contenuto dei diritti della personalità sono regolati dalla legge nazionale del soggetto o dalla legge applicabile per i diritti che derivano da un rapporto di famiglia. Le violazioni sono regolate dalla legge applicabile alla responsabilità per fatti illeciti.

### Aspetti generali

#### Concetto di "persona"
Il concetto di "persona" non coincide necessariamente con quello di soggetto giuridico, ma comporta una considerazione più ampia del semplice "centro di imputazione di situazioni giuridiche soggettive".
La persona è per il diritto italiano l'insieme di tutte le caratteristiche del singolo individuo, e quindi delle caratteristiche fisiche tangibili, etiche, comportamentali, morali e spirituali, nonché della proiezione del singolo nella vita sociale, ossia della percezione che ogni persona dà di sé stessa all'esterno. Questo insieme di caratteristiche dà luogo a una combinazione irripetibile: quando si parla di identità, dal punto di vista giuridico si intende parlare di individui unici e dalle caratteristiche irripetibili.
Circa la disponibilità dei diritti che gode un soggetto riguardo a sé stesso, la risposta è tendenzialmente negativa perché la tutela non guarda a una dimensione di dominio (non si ha qualcosa), bensì al modo di essere. Il diritto soggettivo tende a escludere altri soggetti garantendo a colui che diritto la fruizione esclusiva di un'utilità. Né la persona può essere oggetto di disposizione per fini speculativi.
Alcuni autori, come Messinetti e Di Majo, sostengono che la tutela della persona ha carattere oggettivo ed è già attuata dall'ordinamento a prescindere.

#### Fonti normative
Nell'ordinamento italiano non c'è una fonte normativa organica per i diritti della persona: ci sono varie disposizioni contenute in fonti normative (costituzione, leggi ordinarie, leggi delegate, ordini d'esecuzione relativi all'applicazione dei trattati internazionali in materia di diritti umani cui l'Italia aderisce, ecc.) che riguardano i diritti della persona e la loro rilevanza giuridica.
Questo comporta la difficoltà di individuare, volta per volta, la sussistenza e la consistenza delle varie posizioni soggettive da ricondurre nell'ambito dei diritti della personalità. Ad esempio, in materia penale c'è l'art. 615-bis sulle interferenze illecite nella vita privata altrui, inserito nel Codice con la legge n. 98 del 1974 che – ben prima della legge sulla cd. privacy - era già indizio della rilevanza giuridica della riservatezza.
Sempre in materia penale, gli artt. da 575 a 593 del Codice puniscono la lesione del valore salute. In materia civile, l'art. 844 del Codice del 1942 tutela il medesimo valore "salute", ma dal punto di vista delle immissioni nocive e (secondo una lettura più ampia) anche il valore "ambiente salubre". Manca dunque una fonte unitaria (e con essa qualunque tipo di categorizzazione o elencazione dei diritti della persona), e un'ulteriore complicazione nasce dal fatto che molti dei diritti della persona sono addirittura di elaborazione giurisprudenziale.

#### Aspetti costituzionali
La lettura testuale dell'art. 2 della Costituzione fornisce delle indicazioni precise: «La Repubblica riconosce e garantisce i diritti inviolabili dell'uomo (…)». È stato osservato, in primo luogo, l'uso del verbo riconoscere, interpretato dalla dottrina come indizio del fatto che nell'ordinamento i diritti inviolabili dell'uomo sono preesistenti alla Carta costituzionale, e hanno un valore pregiuridico: l'ordinamento non li crea ex novo ma si limita a ammettere la loro esistenza. Proprio questo valore pregiuridico ha consentito alla giurisprudenza di trasformare l'art. 2 cit. in una sorta di clausola aperta, affermando che l'art. 2 lascia all'interprete e al giurista la possibilità di verificare se (nell'evoluzione sociale) emergano diritti direttamente dalla consapevolezza della necessità di tutela e garantire le persone. In altre parole, l'art. 2 è stato considerato come la giustificazione della atipicità dei diritti della persona, potendosi tutt'al più ammettere una tipicità sociale di tale categoria, ma non giuridica. In secondo luogo, si è sottolineato come l'attribuzione dei diritti della persona sia stata fatta dal Costituente all'uomo, non al cittadino: questo è importante perché significa che la Costituzione riconosce questi diritti non solo a chi è cittadino ma anche a tutti coloro che si trovano ad avere contatti con l'ordinamento, apolidi (individui privi di nazionalità) o stranieri, anche se lo straniero proviene da un ordinamento che non garantirebbe gli stessi diritti al cittadino italiano (irrilevanza della cd. clausola di reciprocità).
Anche in Germania, la Costituzione del 1949 richiama i diritti della personalità speciale, senza peraltro elencarli. In altre Costituzioni (spagnola, portoghese e greca), invece, sono dettagliatamente elencati tali diritti.
L'art. 2 della Costituzione italiana si lega all'incipit dell'art. 10 della medesima Costituzione, che recita: "L'ordinamento giuridico italiano si conforma alle norme del diritto internazionale generalmente riconosciute." Attraverso questa norma, il diritto internazionale generale in materia di diritti umani viene automaticamente incorporato nell'ordinamento giuridico interno, così garantendo la conformità dei minimi standard interni di tutela della persona con quelli internazionalmente vigenti nonché il rispetto degli obblighi dell'Italia di fronte alla comunità internazionale.

#### Caratteristiche dei diritti della persona
La dottrina ha cercato di sistemare dogmaticamente la categoria dei diritti della persona, estrapolando dalla casistica alcune caratteristiche tipiche di queste posizioni soggettive. Si tratta di diritti di natura assoluta (diritti assoluti), nel senso che possono essere tutelati erga omnes e non solo nei confronti di chi sia entrato in contatto con il titolare.
Oltre che assoluti, sono diritti di natura non patrimoniale, nel senso che i diritti della persona non hanno un valore economico predeterminato corrispondente. Una parte della dottrina, utilizzando un concetto ampio di patrimonio come insieme delle situazioni giuridiche e dei beni–interessi che gravitano nella sfera giuridica di un singolo individuo, ha affermato che i diritti della persona possono essere visti anche come diritti di natura patrimoniale. Quest'ultima accezione assume rilievo nel momento in cui occorre quantificare il risarcimento per il danno arrecato a tali diritti.
Sono anche diritti personalissimi, nel senso che non possono essere oggetto di alienazione né di atti dispositivi di qualsiasi genere. Ma, se è vero che il bene–salute non può essere ceduto, è anche vero che lo stesso diritto leso comporta il risarcimento del danno: e questo non è altro che un comune diritto di credito, cedibile e trasmissibile (soprattutto nel caso di successione mortis causa).
I diritti della persona sono diritti imprescrittibili, perché il non-uso in nessun caso ne comporta l'estinzione.

#### Evoluzione nel diritto italiano
In Italia, a parte le «guarentigie» dello Statuto Albertino, mancava una tutela dei diritti della personalità, fino a quando la legge del 1941 sul diritto d'autore e il Codice del 1942 hanno disciplinato il diritto al nome e il diritto al ritratto, come articolazioni del cd. diritto all'autodeterminazione.
La prima legge in materia, ricordata dalla dottrina, è quella tedesca del 1907 sull'uso delle fotografie e sulla tutela del ritratto, emanata dopo lo scandalo che nacque dalla pubblicazione di alcune fotografie di Otto von Bismarck sul letto di morte.

### Il diritto della personalità
I diritti della personalità vengono tradizionalmente descritti come le situazioni giuridiche inerenti alla personalità, e alla creazione del termine “diritto della personalità” risale alla fine del secolo XIX, ad opera di un giurista tedesco, Otto Gierke. Essi hanno come oggetto e come fine di garantire, realizzare nonché, ovviamente, tutelare quelle che sono le ragioni fondamentali non solo della vita ma anche dello sviluppo della persona, in ogni aspetto della sua esistenza, tanto fisico quanto morale.
Per i valori costituzionalmente difesi essi sono inalienabili, intrasmissibili, irrinunciabili e imprescrittibili e proprio perché rivolti alla tutela di beni immateriali e immanenti nella persona fisica l'elaborazione tecnica come categoria a sé ha tardato ad affermarsi sia a livello dottrinale che giurisprudenziale.
Il significato che oggi si attribuisce a tali principi è dunque veramente una conquista recente rispetto a precedenti inquadramenti che ne confutavano addirittura «la legittimità teorica e la pratica utilità», conferendo «all'intero sistema di tutela della persona un'indole pubblicistica», così degradate «a situazioni derivate e riflesse le pretese che il singolo fa valere nei rapporti interprivati».

### Diritto al nome e allo pseudonimo
Il diritto al nome e allo pseudonimo sono disciplinati nel Codice Civile italiano dall'articolo 6 all'articolo 9. Nello specifico:
- Art.6: "Ogni persona ha diritto al nome che le è per legge attribuito. Nel nome si comprendono il prenome e il cognome. Non sono ammessi cambiamenti, aggiunte o rettifiche al nome, se non nei casi e con le formalità dalla legge indicati ".
- Art.7: "La persona, alla quale si contesti il diritto all'uso del proprio nome o che possa risentire pregiudizio dall'uso che altri indebitamente ne faccia, può chiedere giudizialmente la cessazione del fatto lesivo, salvo il risarcimento dei danni. L'autorità giudiziaria può ordinare che la sentenza sia pubblicata in uno o più giornali". Questo articolo, in seguito, è stato anche esteso alle società.
- Art.8: "Nel caso previsto dall'articolo precedente, l'azione può essere promossa anche da chi, pur non portando il nome contestato o indebitamente usato, abbia alla tutela del nome un interesse fondato su ragioni familiari degne d'essere protette ".
- Art.9:"Lo pseudonimo, usato da una persona in modo che abbia acquistato l'importanza del nome, può essere tutelato ai sensi dell'articolo 7".

### Diritto all'onore
Il diritto all'onore tutela la dignità della persona concedendo l'azione sia penale sia civile nei confronti di chi lo violi con atteggiamenti mirati a denigrare un individuo. Ad esempio, l'art.594 e l'art.595 del Codice penale prevedono rispettivamente il reato di ingiuria e il reato di diffamazione:
- Art.594:"Chiunque offende l'onore o il decoro di una persona presente è punito con la reclusione fino a sei mesi o con la multa fino a cinquecentosedici euro. Alla stessa pena soggiace chi commette il fatto mediante comunicazione telegrafica o telefonica, o con scritti o disegni, diretti alla persona offesa. La pena è della reclusione fino a un anno o della multa fino a milletrentadue euro, se l'offesa consiste nell'attribuzione di un fatto determinato. Le pene sono aumentate qualora l'offesa sia commessa in presenza di più persone".
- Art.595:"Chiunque, fuori dei casi indicati nell'articolo precedente, comunicando con più persone, offende l'altrui reputazione, è punito con la reclusione fino a un anno o con la multa fino a milletrentadue euro. Se l'offesa consiste nell'attribuzione di un fatto determinato, la pena è della reclusione fino a due anni, ovvero della multa fino a duemilasessantacinque euro. Se l'offesa è recata col mezzo della stampa o con qualsiasi altro mezzo di pubblicità, ovvero in atto pubblico, la pena è della reclusione da sei mesi a tre anni o della multa non inferiore a cinquecentosedici euro. Se l'offesa è recata a un Corpo politico, amministrativo o giudiziario, o ad una sua rappresentanza, o ad una Autorità costituita in collegio, le pene sono aumentate".

La diffamazione è querelabile per perseguire chi ha commesso il reato entro 90 giorni, successivamente si potrà solo far causa per un risarcimento danni. La calunnia, ovvero l'attribuzione ad un individuo di un reato non commesso, è perseguibile d'ufficio e non c'è il limite dei 90 giorni, ma si persegue fino alla prescrizione.
Il Diritto all'onore ha delle eccezioni regolamentate dal diritto alla libertà di manifestazione del pensiero.

### Diritto alla vita e all'integrità fisica
Viene analizzato all'interno dell'Art. 5 del Codice civile italiano: “Gli atti di disposizione del proprio corpo sono vietati quando cagionino una diminuzione permanente della integrità fisica, o quando siano altrimenti contrari alla legge (579 c.p.), all’ordine pubblico o al buon costume (32 Cost.)”. Si occupa dunque degli atti di disposizione del proprio corpo, non consentendoli in caso determinassero una diminuzione permanente dell'integrità fisica (propria o altrui) e vietandoli se contrari alla legge o all'ordine pubblico, in un sistema coordinato con l'art. 2043 c.c. che recita: “Qualunque fatto doloso o colposo che cagiona ad altri un danno ingiusto, obbliga colui che ha commesso il fatto a risarcire il danno.”
Per quanto riguarda l'integrità fisica della persona, legata alla donazione di organi, la legge italiana ha derogato in maniera chiara. Nel dettaglio, si può analizzare la L. n. 458/1967, la quale dichiara, per quanto riguarda la donazione di un rene che: “L'atto è a titolo gratuito e non tollera l'apposizione di condizioni o di altre determinazioni accessorie di volontà”, ma come garanzia di applicazione del diritto all'integrità fisica, esiste l'art. 7 della stessa legge il quale sottolinea che “Il donatore […] è altresì assicurato contro i rischi immediati e futuri inerenti all'intervento operatorio”.

### Il testamento biologico
Sempre all'interno della L.n. 219/2017, nell'articolo 4 , possiamo trovare alcuni cenni per quanto riguarda il testamento biologico. Nel dettaglio: “Ogni persona maggiorenne e capace di intendere e di volere, in previsione di un'eventuale futura incapacità di autodeterminarsi e dopo avere acquisito adeguate informazioni mediche sulle conseguenze delle sue scelte, può, attraverso le DAT, esprimere le proprie volontà in materia di trattamenti sanitari, nonché il consenso o il rifiuto rispetto ad accertamenti diagnostici o scelte terapeutiche e a singoli trattamenti sanitari.”

### Il diritto al ritratto
Il diritto al ritratto è disciplinato dagli articoli 96, 97 e 98 della legge sul diritto d'autore. L'immagine della persona trova tutela anche all'articolo 10 del Codice Civile: "Qualora l'immagine di una persona o dei genitori, del coniuge o dei figli sia stata esposta o pubblicata fuori dei casi in cui l'esposizione o la pubblicazione è dalla legge consentita, ovvero con pregiudizio al decoro o alla reputazione della persona stessa o dei detti congiunti, l'autorità giudiziaria, su richiesta dell'interessato, può disporre che cessi l'abuso, salvo il risarcimento dei danni."
L'articolo 96 stabilisce che il ritratto di una persona non può essere esposto, riprodotto o messo in commercio senza l'autorizzazione dell'interessato. Nel caso in cui la persona ritratta sia deceduta, bisogna applicare le disposizioni del secondo, terzo e quarto comma dell'articolo 93 della legge sul diritto d'autore. Questi stabiliscono che, in seguito alla morte dell'autore o del destinatario, per pubblicare qualcosa che riguarda il defunto, è necessario il consenso del coniuge e dei figli o, in loro assenza, dei genitori (art. 93, comma 2). Se le persone indicate sono più di una e si trovano in disaccordo tra loro, allora spetta all'autorità giudiziaria decidere (art. 93, comma 3). In ogni caso deve comunque essere rispettata la volontà del defunto (art. 93, comma 4).
Nell'articolo 97 si legge che, in generale, non è necessario il consenso del soggetto ritratto se la riproduzione dell'immagine è giustificata dalla notorietà dell'individuo, stesso discorso si applica nel caso in cui il ritratto sia utile per indagini o in ambito giudiziario, oppure per "scopi scientifici, didattici o culturali o quando la riproduzione è collegata a fatti, avvenimenti, cerimonie di interesse pubblico o svoltisi in pubblico" (art. 97, comma 1). Da queste eccezioni sono però esclusi i casi in cui la pubblicazione dell'immagine porti pregiudizio all'onore, alla reputazione o al decoro della persona ritratta (art. 97, comma 2).
Per quanto riguarda il collegamento ai fatti, non è sufficiente che l'immagine sia collegata all'evento ma deve essere utilizzata solamente se il soggetto fa effettivamente parte dell'evento e non per pubblicizzare prodotti o per fini esterni.
Inoltre l'articolo 98 dice che, salvo patto contrario, il ritratto fotografico eseguito su commissione può essere pubblicato e riprodotto dal soggetto della foto senza il consenso del fotografo, il quale riceverà però un equo compenso in caso di utilizzo commerciale (comma 1). Il nome del fotografo deve essere indicato solo nel caso in cui esso sia presente nella fotografia originale, che nel caso delle fotografie fisiche (pellicola) può trovarsi su fronte o su retro, mentre nelle fotografie digitali si situa nei metadati (comma 2). Sono inoltre applicabili le tariffe fissate dal Presidente del Consiglio dei Ministri, le quali determinano il compenso dovuto da chi utilizza la fotografia (art. 88, comma 3 dei diritti relativi alle fotografie).
Nel 1959, la Cassazione ebbe a decidere il caso di un noto uomo politico che si lamentava del fatto di essere stato inserito in uno spot pubblicitario mentre parlava in un comizio tenuto in un luogo dove si producevano carciofi. In quel caso, la Cassazione diede rilievo alla cd. decontestualizzazione, chiarendo che occorreva il consenso dell'uomo politico anche se famoso, e anche se la ripresa era avvenuta in occasione di un comizio pubblico. Lo scopo di lucro della società che aveva utilizzato le riprese a fini pubblicitari fu considerato recessivo rispetto al diritto al ritratto dell'uomo politico.
Nel corso del tempo, si è ammesso che un soggetto (anche famoso) possa stipulare un contratto di sfruttamento dell'immagine (ciò che nei Paesi anglosassoni si chiama right of publicity), in quanto si è riconosciuta una valenza patrimoniale dell'immagine.
Nel 1979, la Cassazione ammise l'esistenza di un danno al ritratto, nel caso di un notissimo calciatore la cui immagine era stata riprodotta in un bambolotto. Il ragionamento seguito dai giudici di legittimità fu molto lineare: a prescindere da eventuali lesioni al decoro della persona, il consenso del calciatore era comunque necessario perché la messa in vendita dei bambolotti gli precludeva la possibilità di concludere un contratto di utilizzazione dell'immagine, con conseguente danno alla chance.
Dagli anni '80 a oggi, la Cassazione ha sempre ammesso in tutti i casi la valenza patrimoniale del diritto al ritratto, ritenendo illecita la condotta di chi -senza il consenso del titolare- sfrutta a scopo di lucro l'altrui immagine, anche utilizzando un sosia.

### Il diritto all'immagine sociale
Fin dagli anni '70, la giurisprudenza ha individuato e tutelato il diritto all'immagine sociale, in diretta applicazione dell'art. 2 della Costituzione. Tale diritto è tutelato dall'art. 10 del Codice civile:
- Art.10:"Qualora l'immagine di una persona o dei genitori, del coniuge o dei figli sia stata esposta o pubblicata fuori dei casi in cui l'esposizione o la pubblicazione è dalla legge consentita, ovvero con pregiudizio al decoro o alla reputazione della persona stessa o dei detti congiunti, l'autorità giudiziaria, su richiesta dell'interessato, può disporre che cessi l'abuso, salvo il risarcimento dei danni".

Il diritto all'immagine sociale è ontologicamente diverso dal diritto al ritratto: quest'ultimo riguarda il diritto alla propria identità fisica, anzi fisionomica, mentre l'immagine sociale è la proiezione dell'individuo nella società.
Per meglio comprendere questa differenza, si può fare riferimento a due casi giudiziari di un certo rilievo:
- nel 1985, un noto oncologo lamentava che alcune proprie dichiarazioni erano state indebitamente riportate per fare pubblicità a una marca di sigarette: le parole erano state effettivamente pronunciate, ma in un contesto del tutto diverso, e cioè nell'ambito di attività che volevano limitare (non incrementare) il fenomeno del fumo. La Cassazione in questo caso ha riconosciuto il diritto all'immagine sociale del medico, con conseguente risarcimento del danno;
- nel 1991, la RAI aveva preparato uno sceneggiato che ricordava la tragica morte di un calciatore[10] ucciso da un gioielliere per uno scherzo che simulava una rapina. La RAI aveva descritto nello sceneggiato la personalità del gioielliere, calcando il lato del carattere dell'attaccamento al denaro (che avrebbe leso il diritto all'immagine sociale dell'omicida): in conclusione, il gioielliere non ha ottenuto alcun risarcimento, in quanto è stato ritenuto prevalente l'interesse pubblico a conoscere i fatti descritti, che erano sostanzialmente veritieri.

Il diritto all'immagine pubblica spesso compare nei repertori giudiziari sotto il nome di diritto alla reputazione, espressione ampia che racchiude diversi aspetti e può essere riferito anche a persone giuridiche, associazioni, partiti, ecc.
- La cd. reputazione politica riguarda fatti o affermazioni attribuite a uomini politici che incidono negativamente sulla credibilità del personaggio.
- La cd. reputazione economica non riguarda soltanto le ipotesi di concorrenza sleale, cioè la divulgazione di informazioni che possano risultare offensive per la vittima, ma anche le ipotesi di vendita per corrispondenza di un prodotto destinato a una distribuzione controllata, o le ipotesi di esposti e denunce (che si rivelino poi infondate) riguardanti una presunta attività inquinante dell'imprenditore.
- La cd. reputazione artistica è stata riconosciuta nel caso di un attore, la cui partecipazione in un film era già stata pubblicizzata, ma poi ne era rimasto escluso.

### Il diritto all'identità personale
Anche questa figura è di elaborazione giurisprudenziale, e si è affermata a partire dagli anni '80. Si tratta del diritto alla "proiezione esterna" della persona, con riferimento alle proprie caratteristiche e manifestazioni ideologiche. L'identità personale si differenzia dal diritto all'immagine sociale, perché quest'ultima non è tutelata se l'indebito utilizzo dell'immagine è migliorativo rispetto alla vera immagine della persona.
La giurisprudenza ricostruisce il diritto all'identità personale volta per volta attraverso il richiamo a vari riferimenti normativi, come ad es. il diritto all'onore, alla dimensione sociopolitica, ecc., e inoltre spesso ha tutelato tale diritto anche con riferimento a persone giuridiche e associazioni non riconosciute.
Anche il valore costituzionale dell'identità personale viene sancito dall'Art. 2 della Costituzione della Repubblica Italiana, che così si esprime: “La Repubblica riconosce e garantisce i diritti inviolabili dell’uomo sia come singolo sia nelle formazioni sociali ove si svolge la sua personalità e richiede l’adempimento dei doveri inderogabili di solidarietà politica, economica e sociale”. Questo si riferisce al complesso della personalità dell'individuo che lo differenzia da tutti gli altri e permette di distinguere il singolo all'interno della collettività. Il diritto all'identità personale, così come espresso all'interno dell'articolo sopraccitato, è inteso come il diritto ad essere sé stessi con le tutte proprie convinzioni morali, religiose, e ideologiche .
Inoltre, la Corte costituzionale (Italia) ha anche emesso due successive pronunce (Corte Cost. n. 120/2001 ; Corte Cost., n. 494/2002 ) per risalire al diritto al nome dell'individuo, alla sua ascendenza familiare e alle sue origini.

### Diritto all'identità di genere
In un primo tempo la giurisprudenza non riconosceva la possibilità di modificare l'identità sessuale a seguito di interventi chirurgici, in virtù del principio della immodificabilità dell'atto di nascita, ma tale preclusione apparve incostituzionale in quanto lesiva del diritto all'identità personale. Inoltre spesso, soprattutto nel passato, sono state escluse dall'interesse della legislatura le persone transgender. La sentenza del 17 marzo 1972 del Tribunale di Palermo, la quale dichiara che: “Nessuno può essere ritenuto dell’uno o dell’altro sesso esclusivamente in base al proprio interno convincimento.”
La situazione si evolse negli anni ’80, quando fu promulgata la L.n. 164/82, il cui Art. 3 sancisce che: “Il tribunale, quando risulta necessario un adeguamento dei caratteri sessuali da realizzare mediante trattamento medico-chirurgico, lo autorizza con sentenza.”
Il Tribunale di Pisa, con sentenza del 22 febbraio 1984, attesta infatti che: “Deve ritenersi lecito, anche sotto il profilo costituzionale il trattamento diretto al cambiamento di sesso a cui si sottopone il vero transessuale, cioè il soggetto caratterizzato da un desiderio pluriennale di appartenere al sesso opposto a quello genetico, fenotipico ed endocrino; va pertanto concessa, ex art. 2 L. n. 164/82, l’autorizzazione a modificare l’indicazione di sesso nell’atto di nascita.”
Per quanto riguarda l'identità sessuale vi è anche la sentenza della Pretura di Rimini del 23 ottobre 1984, la quale afferma che: “La tutela della identità sessuale, che costituisce un aspetto del diritto alla identità personale, non è estranea alla normativa costituzionale e alla legislazione ordinaria, nello spirito di rispetto del diritto fondamentale di libertà, il cui esercizio non pregiudichi interessi pubblici né privati.”

### Il diritto alla salute
La costituzione europea afferma la salute come tutela, nozione normalmente distinta da quella diritto, su base universalistica e che include l'igiene preventiva, oltre all'accesso alle cure. La sanità compete ai singoli Stati membri, mentre l'Unione è in linea obbligata ad assicurare elevati standard qualitativi nell'ambito del proprio operato (art. 95).
La tutela della salute è compresa nell'articolo 32 della Costituzione Italiana: inizialmente, il concetto di salute era inteso in senso limitativo, cioè solo come assenza di malattie o di infermità, fisiche e psichiche. Nel tempo, e sfruttando la delibera dell'Organizzazione Mondiale della Sanità del 1977 (denominata "Salute per tutti", poi culminata nel 1984 con l'adozione, da parte degli Stati Membri, di strategie regionali di HFA, ossia Health For All), si è giunti a una nozione molto più ampia di salute, come "stato di completo benessere fisico, mentale e sociale", quindi con riferimento al benessere del soggetto nell'ambiente salubre, alla fruibilità dei servizi minimi sufficienti per l'integrità fisica e sociale dell'ambiente, ecc.
Inoltre, questo diritto è garantito anche dalla L.n. 219/2017, entrata in vigore il 31/01/2018, la quale dichiara che: “La presente legge, nel rispetto dei principi di cui agli articoli 2, 13 e 32 della Costituzione e degli articoli 1, 2 e 3 della Carta dei diritti fondamentali dell'Unione europea,  tutela il diritto alla vita, alla salute, alla dignità e all'autodeterminazione della persona e stabilisce che nessun trattamento sanitario può essere iniziato o proseguito se privo del consenso libero e informato della persona interessata, tranne che nei casi espressamente previsti dalla Legge.”
Il danno alla salute si distingue, per ampiezza e portata, dal danno biologico (più circoscritto alle lesioni dell'integrità psicofisica), nonché dal danno all'integrità della vita di relazione (relativo a qualunque lesione che renda impossibile al soggetto di essere se stesso nei rapporti con gli altri).

#### Il danno biologico
Negli anni '70, dottrina e giurisprudenza hanno elaborato la configurazione del danno "biologico" come danno alla fisicità della persona che comporta una invalidità. Il danno biologico è stato riconosciuto ad esempio ad alcuni soggetti che avevano contratto la malattia a seguito di vaccinazione obbligatoria antipolio. La legge del 1966 originariamente non prevedeva alcun indennizzo, ma la Corte costituzionale, con sentenza n. 307 del 1990, ha dichiarato incostituzionale la legge n. 51 nella parte in cui non prevede un'equa indennità. La successiva legge n. 210 del 1992 ha poi previsto particolari indennità in favore dei soggetti danneggiati da complicanze di tipo irreversibile a causa di vaccinazioni obbligatorie, trasfusioni e somministrazione di emoderivati.

#### Il danno alla integrità della vita di relazione
È una figura elaborata negli anni '80 dalla dottrina e ripreso dalla giurisprudenza, e consiste nel diritto ad avere rapporti con gli altri mantenendo inalterata la propria sfera fisica e psichica.
Se, ad esempio, la vittima di un incidente stradale o di un infausto intervento chirurgico ha già palesemente diritto a un risarcimento, ove tale incidente abbia leso la sfera sessuale della vittima, anche il coniuge di questa potrà chiedere il risarcimento per la lesione del suo diritto riflesso ad avere rapporti sessuali.
Le lesioni di carattere psichico sono disciplinate dall'art. 2059 del Codice civile. Particolare rilevanza riveste in questo settore il caso delle nevrosi "da indennizzo" come conseguenza dell'assegnazione a mansioni lavorative inferiori alla qualifica posseduta (cd. danno da demansionamento).
In dottrina invece si afferma che anche le lesioni di carattere psichico (in termini di stress, fastidio, esasperazione, tensione psichica) sono un aspetto integrante del diritto alla salute, specie quando comportano la menomazione delle facoltà intellettive della vittima, sotto il profilo del danno alla vita di relazione.

### Il diritto alla riservatezza
La riservatezza della persona trova nell'ordinamento italiano una tutela diffusa ma frammentata. Se ne rinvengono frammenti in:
- Art. 10 del codice civile, sull'abuso dell'immagine altrui;
- Art. 21 (sull'identità), art. 93 (sugli scritti), artt. 96-97 (sull'immagine) della legge sul diritto d'autore n. 633/1941;
- Art. 615bis del codice penale, sulle interferenze illecite nella vita privata.

Il fondamento normativo del diritto alla riservatezza si ricava dall'art. 2 della Costituzione e dalle sue specificazioni (artt. 13, 14, 15), nonché dall'art. 8 della Convenzione europea dei diritti dell'uomo, che riconosce il diritto di ogni persona al rispetto della sua vita privata e familiare, oltre che del domicilio e della corrispondenza.

### Diritto all'oblio
Il diritto all'oblio (con cui si può ottenere la cancellazione dei dati personali) è regolato dall'art 17 del "GDPR", il quale afferma "L'interessato ha il diritto di ottenere dal titolare del trattamento la cancellazione dei dati personali che lo riguardano senza ingiustificato ritardo e il titolare del trattamento ha l’obbligo di cancellare senza ingiustificato ritardo i dati personali, se sussiste uno dei motivi seguenti: i dati personali non sono più necessari rispetto alle finalità per le quali sono stati raccolti o altrimenti trattati; l’interessato revoca il consenso su cui si basa il trattamento e se non sussiste altro fondamento giuridico per il trattamento; l’interessato si oppone al trattamento e non sussiste alcun motivo legittimo prevalente per procedere al trattamento; i dati personali sono stati trattati illecitamente; i dati personali devono essere cancellati per adempiere un obbligo legale previsto dal diritto dell’Unione o dello Stato membro cui è soggetto il titolare del trattamento; i dati personali sono stati raccolti relativamente all’offerta di servizi della società dell’informazione.".
Il diritto di riservatezza è oggetto di studio per la giurisprudenza principalmente per i suoi rapporti con il diritto di manifestazione del pensiero, in particolare il diritto di cronaca ed il diritto di critica.
Costituiscono limiti al diritto alla riservatezza la notorietà pubblica, l'interesse della Pubblica Autorità a svolgere indagini, il diritto di cronaca e il consenso dell'interessato.

### Protezione dei dati personali
Il d.lgs. 30 giugno 2003, n. 196 sancisce che «chiunque ha diritto alla protezione dei dati personali che lo riguardano»; per dati personali si intende qualunque informazione relativa a persona fisica, persona giuridica, ente od associazione, identificati o identificabili, anche indirettamente, mediante riferimento a qualsiasi altra informazione, ivi compreso un numero di identificazione personale.
Il Regolamento Europeo 2016/679 garantisce il diritto alla protezione dei dati, allineando tale diritto fondamentale della persona fisica in tutti gli Stati membri dell'Unione.